# Equisetales
Equisetales is een orde van primitieve varenachtige planten.
De orde is de enige recente in de klasse Equisetopsida en omvat slechts één recente familie, de paardenstaartfamilie (Equisetaceae), met één geslacht, de paardenstaarten (Equisetum). Daarnaast zijn er ook twee uitgestorven families beschreven waarvan enkel fossielen bekend zijn.

## Kenmerken
Equisetales zijn planten zonder bloemen die zich verspreiden door middel van sporen, wat ze gemeen hebben met de 'moderne' varens en de wolfsklauwen. Ze hebben zich zeer vroeg in de evolutionaire geschiedenis afgescheiden van de andere planten en verschillen dan ook vrij sterk van de 'moderne' varens.
Equisetales hebben alle gelede, fotosynthetiserende, holle stengels, soms gevuld met merg. De zijtakjes staan in kransen om de stengel heen en zijn eveneens geleed. De stengelleden bezitten intercalair meristeem, waardoor elk lid groeit als de plant groter wordt, in tegenstelling tot de zaadplanten, die enkel aan de top groeien. Ze dragen een sporenkegel of strobilus op de top van alle of gespecialiseerde stengels.

## Taxonomie
De orde is tegenwoordig monotypisch, omvat slechts één familie, doch had tijdens zijn hoogtepunt in het Carboon ten minste twee extra families met meerdere geslachten:
- Klasse: Equisetopsida
  - Orde: Equisetales
    - Familie:  † Calamitaceae
      - Geslacht: Annularia
      - Geslacht: Arthropitys
      - Geslacht: Asterophyllites
      - Geslacht: Astromyelon
      - Geslacht: Calamites
      - Geslacht: Calamocarpon
      - Geslacht: Calamostachys
      - Geslacht: Cingularia
      - Geslacht: Mazostachys
      -  Geslacht: Paleostachya

    -  Familie: Equisetaceae (paardenstaartenfamilie)
      -  Geslacht: Equisetum (paardenstaarten)

  - Orde:  † Pseudoborniales
  -  Orde:  † Sphenophyllales

Orde Equisetales

Familie Archaeocalamitaceae † –
Geslacht: Archaeocalamites

Familie Calamitaceae –
Geslachten: Annularia · Arthropitys · Asterophyllites · Astromyelon · Calamites · Calamocarpon · Calamostachys · Cingularia · Mazostachys · Paleostachya

Familie Equisetaceae –
Geslacht: Equisetum

Orde Pseudoborniales †

Familie Pseudoborniaceae –
Geslacht: Pseudobornia

Orde Sphenophyllales †

Familie Sphenophyllaceae –
Geslacht: Sphenophyllum 